# Стіві Вандер
Стіві Вандер (англ. Stevie Wonder, справжнє ім'я Стівленд Гардвей Джадкінс (Steveland Judkins); нар. 13 травня 1950, Саґіно, Мічиган, США) — американський музикант, співак, клавішник, композитор, аранжувальник, автор текстів, продюсер.

## Біографія
Незабаром після народження Стів втратив зір, однак незважаючи на цю трагедію у семирічному віці Вандер почав брати уроки гри на гітарі, а у дев'ять років опанував частково ще й гармоніку та ударні. Коли 1954 року його родина переїхала до Детройта, Стів приєднався до церковного хору, а вплив музики госпел на його подальшу творчість був врівноважений ритм-енд-блюзом Рея Чарльза та Сема Кука, чиї записи він постійно слухав по радіо.
1961 року Вандера запримітив Ронні Уайт з The Miracles і організував йому прослуховування на фірмі «Motown». Беррі Голдмен відразу уклав угоду з молодим артистом, давши йому псевдонім Літл Стіві Вандер (Little Stevie Wonder) і доручив опіку над ним автору та продюсеру Кларенсу Полу, який і стежив за першими записами багатообіцяючого дебютанта. Ці записи презентували великий талант Вандер як мультиінструменталіста, але не визначили певного музичного напрямку виконавця. Однак 1963 року видання концертного синглу «Fingertips (Part 2)» принесло артисту великий комерційний успіх. Фірма «Motown» швидко видала серію альбомів, рекламуючи Вандера як «дванадцятирічного генія», прагнучи цим порівняти його з іншим генієм — Реєм Чарльзом. Однак спроба повторити успіх синглом «Fingertips» закінчилась невдачею, а коли 1964 року в Стіва почалась мутація голосу, його кар'єра тимчасово перервалася.
Повернувся він 1965 року зі звучанням, що нагадувало панівне тоді на фірмі «Motown», та з міжнародним хітом «Uptight (Everything's Alright)». Співавторами цієї танцювальної композиції були сам Вандер, Генрі Косбі та Сільвія Мой, а пісня започаткувала серію хітів у Тор 40, яка тривала безперервно понад шість років.
У 1965-1970 роках Стіві Вандер пішов тим же шляхом, як і інші зірки «Motown», записуючи матеріал, який відбирало керівництво фірми, і видаючи альбоми, на яких можна було почути мішанку конвенціональної музики соул з хітами у стилі поп. Власні погляди Стіві на стан прав людини знайшли своє відображення у таких творах як «Blowin' In The Wind» Боба Ділана та «A Place In The Sun» Рона Міллера (обидва 1966 року). 1967 року він стає співавтором не тільки власних синглів, але й творів для інших артистів з «Motown», наприклад, хіта «Smokey Robinson & The Miracles» «The Tears Of A Clown».
1971 року закінчився контракт Вандера з «Motown», однак замість того, щоб його продовжити, як очікувала фірма, Стів сам фінансує наступні два альбоми, на які потрапив виключно його власний матеріал. На них він сам зіграв на багатьох інструментах та експериментував з дуже сміливими музичними формами. Як один з перших «чорних» музикантів використав синтезатор, а у своїх текстах почав порушувати проблеми расовості та духовності. Ці записи стали головним аргументом автора у дискусії з керівництвом «Motown», яке запропонувало йому досить гарний контракт, однак він залишив за собою повний творчий контроль, а також авторські права на музику. Укладання угоди закінчилось виданням альбомів «Where I'm Coming From» та «Music Of My Mind», які незважаючи на слабку реакцію критиків зміцнили позицію артиста.
Виданим 1972 року альбомом «Talking Book» Вандер поєднав артистичні амбіції старих робіт з великим комерційним успіхом, і до якого ввійшли такі великі сингл-хіти, як «Superstition» та «You Are The Sunshine Of My Life».
12 вересня 1970 року Вандер одружився з колегою по фірмі «Motown» вокалісткою Сайрітою (Syreeta), і на альбомах якої «Syreeta» 1972 року та «Stevie Wonder Presents Syreeta» 1974 року представив свою технічно-новаторську продукцію.
Черговий альбом «Innervisions» 1973 року повторив успіх попередника і приніс нові сингл-хіти — «Living For The City» та «Higher Ground». У серпні 1973 року Вандер сильно постраждав в автокатастрофі і внаслідок цього його подальша творчість була присвячена смерті та духовним проблемам. Виданий 1974 року альбом «Fulfillingness' First Finale» був найкращим прикладом цього нового, дуже суворого та поважного підходу Вандера до музики. Подвійний альбом «Songs In The Key Of Life» (1976) визнали найкращою і найсміливішою роботою артиста у всій попередній кар'єрі. Ця робота підтвердила статус Вандера як одного з найнезвичніших музикантів та автора пісень.
Після цього грандіозного успіху три роки на ринку не з'являлась жодна платівка Вандера, бо він сконцентрувався на відшліфовуванні звукової доріжки до фільму «The Secret Life Of Plants». Коли цей матеріал потрапив на подвійний альбом, рецензії на нього принесли розчарування. Вандер швидко записав 1980 року лонгплей «Hotter Than July», до якого включив композицію на честь Мартіна Лютера Кінга «Happy Birthday». Невдача, яка спіткала його запис до фільму, призвела до того, що Вандер почав підходити до своєї праці з більшою обережністю.
Після виходу 1982 року ретроспективного подвійного альбому «Steve Wonder Original Musiquarium», на якому поряд з відомими його творами були чотири нові композиції, 1983 року Вандер запланував видання лонгплея «People Move Human Play». Однак така робота так і не з'явилась на ринку, артист записав звукову доріжку до фільму «The Woman In Red», до якої ввійшов найкращий його хіт — сентиментальна балада «І Just Called To Say I Love You». Альбом, над яким Вандер почав працювати ще 1980 року, з'явився у вересні 1985 року під назвою «In Square Circle». Подібно до наступної роботи — лонгплея «Characters» (1987) — цей альбом вказав на поворот до легкої, дуже мелодійної музики, яка була відома ще з попереднього десятиріччя творчості Вандера. Амбіційний характер обох платівок та постійна затримка терміну їх видання призвели до прохолодного сприйняття обох робіт, як з боку критики, так і з боку публіки. Роблячи власні записи, артист багато допомагав іншим виконавцям, пропонуючи свої послуги як автор, продюсер, вокаліст та музикант. Наприклад, так було з Полом Маккартні (хіт "Ebony & Ivory»), Гері Бердом, Майклом Джексоном («Just Good Friends» та «Get It») Хуліо Іглесіасом («My Love») та Eurythmics («There Must Be An Angel»). Вандер взяв також участь у реалізації бенефісних альбомів USA For Africa — «We Are The World» та Діонн Уорвік «Friends».
1991 року, коли його вмовив Спайк Лі, Вандер написав музику до його фільму «Jungle Fever», яка через півроку вийшла на платівці, а 1995 року після перерви він повернувся з альбомом «Conversation Peace».
Найвідомішими піснями Стіві Вандера вважаються «Isn't She Lovely», «I Wish, Sir Duke», «Pastime Paradise», «Send One Your Love», «Happy Birthday», «For Your Love», «Part-Time Lover», «I Just Called To Say I Love You» та багато інших. Стіві Вандер також співпрацював з багатьма музикантами різних країн, серед його спільних хітів — пісня «Ebony and Ivory», записана спільно з Полом Маккартні. Також музикант співпрацював з Джоном Ленноном, Бобом Діланом, Реєм Чарльзом та іншими відомими музикантами.
Автор понад 30 альбомів, Стіві Вандер — лауреат 22 премій Греммі, у 1989 його ім'я було занесено до Зали слави рок-н-ролу
, у Списку 500 найкращих альбомів усіх часів за версією журналу Rolling Stone його творчість представлена чотирма альбомами.

## Стіві Вандер і Україна
Під час нападу Росії на Україну  Стіві Вандер записав відеозвернення на підтримку України.
"Це не просто українська війна: сьогодні Україна в битві за душу світу", - заявив артист.
"Вони б'ються проти сил зла. Ми бачимо, що робить зло і що воно здатне зробити. Не має значення, з якою країною чи кольором (шкіри). Зараз зло загрожує суверенітету однієї країни та недоторканності всіх інших. Яких іще трагедій нам треба, щоби зупинити цю агресію?".

## Дискографія
1962 Джазова душа маленького Стіві (англ. The Jazz Soul Of Little Stevie)
1962 Посвята дядькові Рею (англ. Tribute To Uncle Ray)
1963 Дванадцятирічний геній (наживо) (англ. The 12 Year Old Genius (live))
1963 З піснею у серці (англ. With A Song In My Heart)
1963 Працюй, Стіві, працюй (англ. Workout Stevie, Workout)
1964 Стіві на пляжі (англ. Stevie At The Beach)
1965 Стіві Вандер (англ. Stevie Wonder)
1966 Злидень (Усе гаразд) (англ. Uptight (Everything's Alright))
1966 На Землю (англ. Down To Earth)
1967 Я створений, щоб кохати її (англ. I Was Made To Love Her)
1967 Якось на Різдво (англ. Someday At Christmas)
1968 Eivets Rednow... Alfie
1968 For Once In My Life
1969 My Cherie Amour
1970 Стіві Вандер (наживо) (англ. Stevie Wonder (Live))
1970 Підписано, запечатано й доставлено (англ. Signed, Sealed & Delivered)
1970 Live At The Talk Of The Town
1971 Where I'm Coming From
1972 Music of My Mind
1972 Talking Book
1973 Innervisions
1974 Fulfillingness' First Finale
1976 Songs in the Key of Life
1979 Подорож крізь «Таємниче життя рослин» (англ. Journey Through The Secret Life Of Plants)
1980 Hotter than July
1984 Жінка в червоному (англ. The Woman In Red)
1985 У прямокутному колі (англ. In Square Circle)
1987 Характери (англ. Characters)
1991 Вогневиця джунґлів (англ. Jungle Fever)
1995 Спокійна розмова (англ. Conversation Peace)
1995 Справжній Вандер (наживо) (англ. Natural Wonder (Live))
2005 Час любити (англ. A Time 2 Love)